# Lobaegis septentrionalis
Lobaegis septentrionalis är en stekelart som beskrevs av Heinrich 1962. Lobaegis septentrionalis ingår i släktet Lobaegis och familjen brokparasitsteklar. Inga underarter finns listade i Catalogue of Life.